# Gabriela Firea
Gabriela Firea, född 13 juli 1972 i Bacău, är en rumänsk journalist och politiker tillhörande Socialdemokratiska partiet (PSD). Mellan 2021 och 2023 var hon minister för familj, ungdom och lika möjligheter i regeringen Ciucă och mellan 2016 och 2020 var hon Bukarests borgmästare. Hon var ledamot av senaten mellan 2012 och 2016 samt återigen sedan 2020.
Firea har examina i kommunikationsvetenskap och ekonomi från Bukarests universitet respektive Handelsakademin i Bukarest. Mellan 1990 och 2011 var hon verksam som journalist på bland annat tidningen Azi, Radio Contact samt tv-kanalerna TVR och Antena 3.
2012 blev hon vald till senaten för länet Ilfov. I senaten var hon ledamot i utskottet för kultur och media samt vice ordförande i senaten och deputeradekammarens gemensamma utskott för relatrionen till Unesco. Efter lokalvalet 2016 utsågs hon till Bukarests borgmästare. Sedan 2020 är hon ledamot av senaten för Bukarest. Hon är ledamot i utskottet för offentlig förvaltning, utskottet för ungdom och idrott samt återigen för det gemensamma utskottet för relationen till Unesco. Hon är därutöver medlem i de parlamentariska vänskapsgrupperna för Kanada respektive Sverige samt i den pro-amerikanska parlamentariska gruppen.